# Melanotaenia mubiensis
Melanotaenia mubiensis är en fiskart som beskrevs av Allen, 1996. Melanotaenia mubiensis ingår i släktet Melanotaenia och familjen Melanotaeniidae. Inga underarter finns listade i Catalogue of Life.